# 波洛溫斯科耶區
54°47′20″N 65°59′14″E / 54.78889°N 65.98722°E
波洛溫斯科耶區（俄语：Половинский район），是俄羅斯的一個區，位於該國南部，由庫爾干州負責管轄，始建於1924年，面積2,728平方公里，2010年人口12,255，人口密度每平方公里4.49人。